# Readlyn
Readlyn és una població dels Estats Units a l'estat d'Iowa. Segons el cens del 2000 tenia 786 habitants.

## Demografia
Segons el cens del 2000, Readlyn tenia 786 habitants, 322 habitatges, i 223 famílies. La densitat de població era de 948,4 habitants/km².
Dels 322 habitatges en un 32,9% hi vivien nens de menys de 18 anys, en un 60,6% hi vivien parelles casades, en un 6,5% dones solteres, i en un 30,7% no eren unitats familiars. En el 28,9% dels habitatges hi vivien persones soles el 18,6% de les quals corresponia a persones de 65 anys o més que vivien soles. El nombre mitjà de persones vivint en cada habitatge era de 2,44 i el nombre mitjà de persones que vivien en cada família era de 3,01.
Per edats la població es repartia de la següent manera: un 27,7% tenia menys de 18 anys, un 5,6% entre 18 i 24, un 24,8% entre 25 i 44, un 23,9% de 45 a 60 i un 17,9% 65 anys o més.
L'edat mediana era de 39 anys. Per cada 100 dones de 18 o més anys hi havia 84,4 homes.
La renda mediana per habitatge era de 41.625 $ i la renda mediana per família de 52.308 $. Els homes tenien una renda mediana de 32.313 $ mentre que les dones 24.625 $. La renda per capita de la població era de 17.721 $. Entorn del 2,4% de les famílies i el 2,7% de la població estaven per davall del llindar de pobresa.

## Poblacions més properes
El següent diagrama mostra les poblacions més properes.